# Agua Zarca, Sinaloa
Agua Zarca är en ort i Mexiko.   Den ligger i kommunen Rosario och delstaten Sinaloa, i den centrala delen av landet, 800 km nordväst om huvudstaden Mexico City. Agua Zarca ligger 221 meter över havet och antalet invånare är 104.
Terrängen runt Agua Zarca är huvudsakligen kuperad, men åt nordväst är den platt. Runt Agua Zarca är det mycket glesbefolkat, med 4 invånare per kvadratkilometer. Närmaste större samhälle är Tecualilla, 18,7 km sydväst om Agua Zarca. I omgivningarna runt Agua Zarca växer i huvudsak lövfällande lövskog.